# AE Aquarii
AE Aquarii – gwiazda kataklizmiczna typu DQ Herculis znajdująca się w gwiazdozbiorze Wodnika w odległości około 330 lat świetlnych. 
AE Aquarii jest źródłem wysokoenergetycznego twardego promieniowania rentgenowskiego. Dawki promieni X są rozsyłane w wyniku szybkiego obrotu dookoła własnej osi, podobnie jak w przypadku pulsarów. W tym przypadku jednak rotującą gwiazdą jest posiadający silne pole magnetyczne biały karzeł wykonujący obrót wokół osi w czasie 33 sekund wokół gwiazdy typu widmowego K. Materia białego karła opada na obieganą gwiazdę, co powoduje nagrzewanie się gazu oraz emisję charakterystycznych dla takich układów miękkich promieni X.